# Bản vị tiền tệ

Bản vị tiền tệ là thứ được dùng làm cơ sở định giá đồng tiền quốc gia. Đây là yếu tố thường thay đổi trong chế độ tiền tệ.
Lịch sử phát triển tiền tệ cho thấy, bản vị tiền tệ của các nước do điều kiện cụ thể của mỗi thời kỳ quyết định. Cho đến nay các chế độ bản vị tiền tệ sau đây đã được sử dụng:
1. Chế độ song bản vị: Đồng tiền của một nước được xác định bằng một trọng lượng cố định của hai kim loại (thường là vàng và bạc). Ví dụ: năm 1792, 1 USD vàng bằng 1.603 gam vàng ròng; 1 USD bạc bằng 24,06 gam bạc ròng. Do đó, trọng lượng 1 USD bạc bằng 15 lần trọng lượng 1 USD vàng. Chế độ này từng được áp dụng ở Anh, Hoa Kỳ trước thế kỷ 19.
2. Chế độ bản vị tiền vàng: Đồng tiền của một nước được bảo đảm bằng một trọng lượng vàng nhất định theo quy định của pháp luật với những yêu cầu như Nhà nước không hạn chế việc đúc tiền vàng, tiền giấy quốc gia được nhà nước xác định một trọng lượng vàng nhất định và được tự do chuyển đỏi ra vàng theo tỉ lệ đó, và tiền vàng được lưu thông không hạn chế. Chế độ này được áp dụng phổ biến ở các nước cuối thế kỷ XIX và đầu thế kỉ XX.
3. Chế độ bản vị vàng thỏi: Chế độ này cũng quy định cho đơn vị tiền tệ quốc gia một trọng lượng vàng cố định. Nhưng vàng được đúc thành thỏi mà không thành tiền, không lưu thông trong nền kinh tế mà chỉ dự trữ để làm phương tiện thanh toán quốc tế và chuyển dịch tài sản ra nước ngoài. Tiền giấy quốc gia được đổi ra vàng theo luật định. Chế độ này từng được áp dụng ở Anh năm 1925, ở Pháp năm 1928...
4. Chế độ bản vị vàng hối đoái: Đây là chế độ quy định tiền giấy quốc gia không được trực tiếp chuyển đổi ra vàng. Muốn đổi ra vàng, cần phải thông qua một ngoại tệ. Ngoại tệ đó phải được tự do chuyển đổi ra vàng như USD, Bảng Anh... Chế độ này từng được áp dụng ở Ấn Độ năm 1898, ở Đức năm 1924, ở Hà Lan năm 1928...
5. Chế độ bản vị ngoại tệ: Chế độ này quy định đơn vị tiền tệ quốc gia được xác định bằng đơn vị tiền tệ của nước ngoài (ngoại tệ). Đó là các ngoại tệ mạnh và được tự do chuyển đổi trên thị trường quốc tế. Chế độ này sử dụng phổ biến ở những nước có ít vàng hoặc bị lệ thuộc vào nước khác. Chế độ này từng được áp dụng từ 1944-1971. Bắt đầu sụp đổ từ 1960.
6. Chế độ bản vị tiền giấy không chuyển đổi ra vàng: Dưới chế độ này, đơn vị tiền tệ của một quốc gia không được chuyển đổi ra kim loại quý. Theo đó, vàng bị rút ra khỏi lưu thông trong nước, tiền giấy không được đổi ra vàng vàng chỉ được dùng để thanh toán quốc tế. Chế đô này phổ biến vào những năm 1930.
7. Chế độ bản vị bạc: (Chế độ bản vị này có trước khi chế độ song bản vị) Đồng tiền của một nước được đảm bảo một trọng lượng bạc nhất định theo quy định của pháp luật với những yêu cầu như Nhà nước không hạn chế việc đúc tiền bạc, tiền giấy quốc gia được xác định một trọng lượng bạc nhất định và được tự do chuyển đổi ra bạc theo tỉ lệ đó, tiền bạc được lưu thông không hạn chế. Chế độ này được áp dụng ở các nước từ đầu thế kỷ XIX trở về trước.